# Takehito Arisugawa
Ne pas confondre avec Arisugawa Takahito
Le prince Takehito Arisugawa (有栖川宮威仁親王, Arisugawa-no-miya Takehito-Shinnō), né le 13 janvier 1862 à Kyoto – mort le 5 juillet 1913 à Kobe, est le 10e chef d'une branche cadette de la famille impériale du Japon et un officier de carrière dans la Marine impériale japonaise.

## Jeunesse

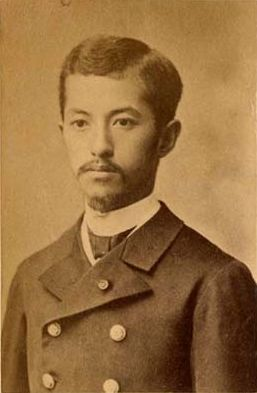

Né à Kyoto, le prince Takehito est un descendant de la maison Arisugawa-no-miya (有栖川宮家), une des shinnōke (branches) de la famille impériale autorisées à présenter un successeur au trône du chrysanthème au cas où la lignée principale n'est pas en mesure de le faire. Comme il est né alors que le pays est encore gouverné par le bakufu Tokugawa, il est dirigé jeune encore vers le sacerdoce bouddhiste et nommé pour servir en tant que monzeki au Myōhō-in à Kyoto. Après la restauration de Meiji, il est rappelé à la vie laïque et installé à Tokyo en 1871.

## Carrière navale et diplomatique
En 1874, sur ordre de l'empereur Meiji, le prince Arisugawa s'inscrit à l'Académie navale impériale du Japon. En 1877, en dépit de son jeune âge, il est envoyé comme observateur dans la Guerre du Sud-Ouest où il est témoin direct des dévastations et se retrouve à Kagoshima peu après que la ville ait été sécurisée par les forces impériales.
En 1879, le prince Arisugawa est envoyé comme attaché militaire en Grande-Bretagne et embarque à bord du HMS Iron Duke, navire amiral de la Royal Navy pour une formation complémentaire. Il sert dans la Channel Fleet pendant un an avant de retourner au Japon avec le rang d'aspirant.
En 1880, peu de temps après son mariage, le prince Arisugawa est de nouveau envoyé en Angleterre, cette fois en tant que cadet au Royal Naval College de Greenwich. Il rentre au Japon en juin 1883. Le prince et la princesse Arisugawa font une grande tournée de l'Europe et de l'Amérique en 1889.
Le premier commandement naval du prince Arisugawa est celui de la corvette Katsuragi au début de 1890 suivi de celui du croiseur Takao plus tard cette même année.
En 1891 Arisugawa est désigné pour escorter le prince héritier russe Nikolaï (futur tsar Nicolas II de Russie) au cours de sa tournée au Japon. Cependant, alors qu'il est responsable du prince, Nikolaï est blessé dans une tentative d'assassinat appelée incident d'Ōtsu ce qui entraîne une considérable aggravation des relations diplomatiques entre le Japon et la Russie.
En 1892, Arisugawa est nommé capitaine du croiseur Chiyoda. Il prend le titre Arisugawa-no-miya à la mort de son demi-frère, le prince Arisugawa Taruhito le 15 janvier 1895.
Au cours de la première guerre sino-japonaise (1894–95), Arisugawa commande les croiseurs Matsushima puis Hashidate au combat. Il atteint le grade de contre-amiral le 11 novembre 1896. En 1896, il retourne en Angleterre pour représenter l'empereur Meiji aux célébrations du Jubilé de diamant de la reine Victoria.
Le prince Arisugawa avance au rang de vice amiral le 26 septembre 1899.
Promu au rang d'amiral le 28 juin 1905, l'empereur Meiji nomme le prince membre de l'ordre du Milan d'or (3e classe) en récompense de ses services au cours de la guerre russo-japonaise. Il visite de nouveau l'Europe en 1905 quand lui et sa femme représentent l'empereur Meiji au mariage du prince héritier allemand Guillaume (1882–1951) avec la duchesse Cécilie de Mecklenburg-Schwerin. Ils visitent à nouveau la Grande-Bretagne sur le chemin du retour au Japon. Lors de cette visite, le roi Édouard VII nomme le prince Arisugawa Chevalier Grand-Croix du très honorable ordre du Bain.

## Dernières années
De faible constitution depuis son enfance, le prince Arisugawa prend de fréquents absences médicales au cours de sa carrière dans la marine. Il construit une maison d'été à Kobe et prend une semi-retraite en 1909. Il meurt le 3 juillet 1913 dans sa résidence de Kobe. Cependant, la nouvelle de sa mort n'est pas immédiatement rendue publique et son corps est rapporté d'urgence vers son palais du quartier de Kōjimachi situé dans l'arrondissement de Chiyoda à Tokyo par un train spécialement affrété et son décès est annoncé formellement le 10 juillet 1913.

## Mariage et famille
Le 11 décembre 1880, le prince Arisugawa épouse Maeda Yasuko (15 mars 1864 – 30 juin 1923), quatrième fille de Maeda Yoshiyasu, dernier daimyō du domaine de Kaga (moderne préfecture d'Ishikawa), dont il a trois enfants :
1. Princesse Isako (績子女王?), 17 octobre 1885 - 30 septembre 1886
2. Prince Tanehito Arisugawa (有栖川宮栽仁王?), 22 septembre 1887 – 7 avril 1908
3. Princesse Mieko (實枝子女王?), 14 septembre 1891 – 25 avril 1933; épouse le prince Tokugawa Yoshihisa.

Comme le prince meurt sans héritier mâle (son fils le prince Tanehito étant mort d'une appendicite en 1908 alors qu'il fréquentait l'Académie navale impériale japonaise située à Etajima dans la préfecture de Hiroshima), la ligne directe d'origine de la maison Arisugawa-no-miya disparaît.
Toutefois, son ami d'enfance le prince Yoshihito, plus tard Empereur Taishō, fait renaître la maison (qu reprend son nom original Takamatsu-no-miya) en faveur de son troisième fils, le prince Nobuhito Takamatsu. Le prince Nobuhito épouse par la suite Kikuko Takamatsu, une petite-fille du prince Arisugawa Takehito.

## Mémorials
- Le site du palais du prince Arisugawa à Tokyo palace est à présent le parc mémorial d'Arisugawa-no-miya situé à Minami Azabu, dans l'arrondissement de Minato à Tokyo et ses vastes jardins sont ouverts au public. Le site de sa maison d'été en bord de mer à Hayama, préfecture de Kanagawa sert maintenant d'annexe au musée préfectoral d'art moderne de Kanagawa
- La villa d'été du prince à Inawashiro, préfecture de Fukushima, Tenkyōkaku (en) (qu'il a personnellement conçue) est un bien culturel important ouvert au public comme musée. Une grande statue de bronze du prince Arisugawa debout, anciennement installée à l'École navale impériale située dans le quartier Tsukijide l'arrondissement Chūō-ku à Tokyo s'y trouve de nos jours.

## Source de la traduction
- (en) Cet article est partiellement ou en totalité issu de l’article de Wikipédia en anglais intitulé « Prince Arisugawa Takehito » (voir la liste des auteurs).